# Greg Billington
Greg Billington (30 de maio de 1989) é um triatleta profissional estadunidense.

## Carreira

### Rio 2016
Greg Billington competiu na Rio 2016, ficando em 37º lugar com o tempo de 1:52.04.